# Tong Jian
Tong Jian (n. 15 august 1979, Harbin, Republica Populară Chineză) este un patinator artistic ce a reprezentat Republica Populară Chineză, medaliat olimpic. A participat la 4 ediții ale Jocurilor Olimpice (2002, 2006, 2010, 2014) în care a câștigat o medalie de argint.